# Monegaskiska köket

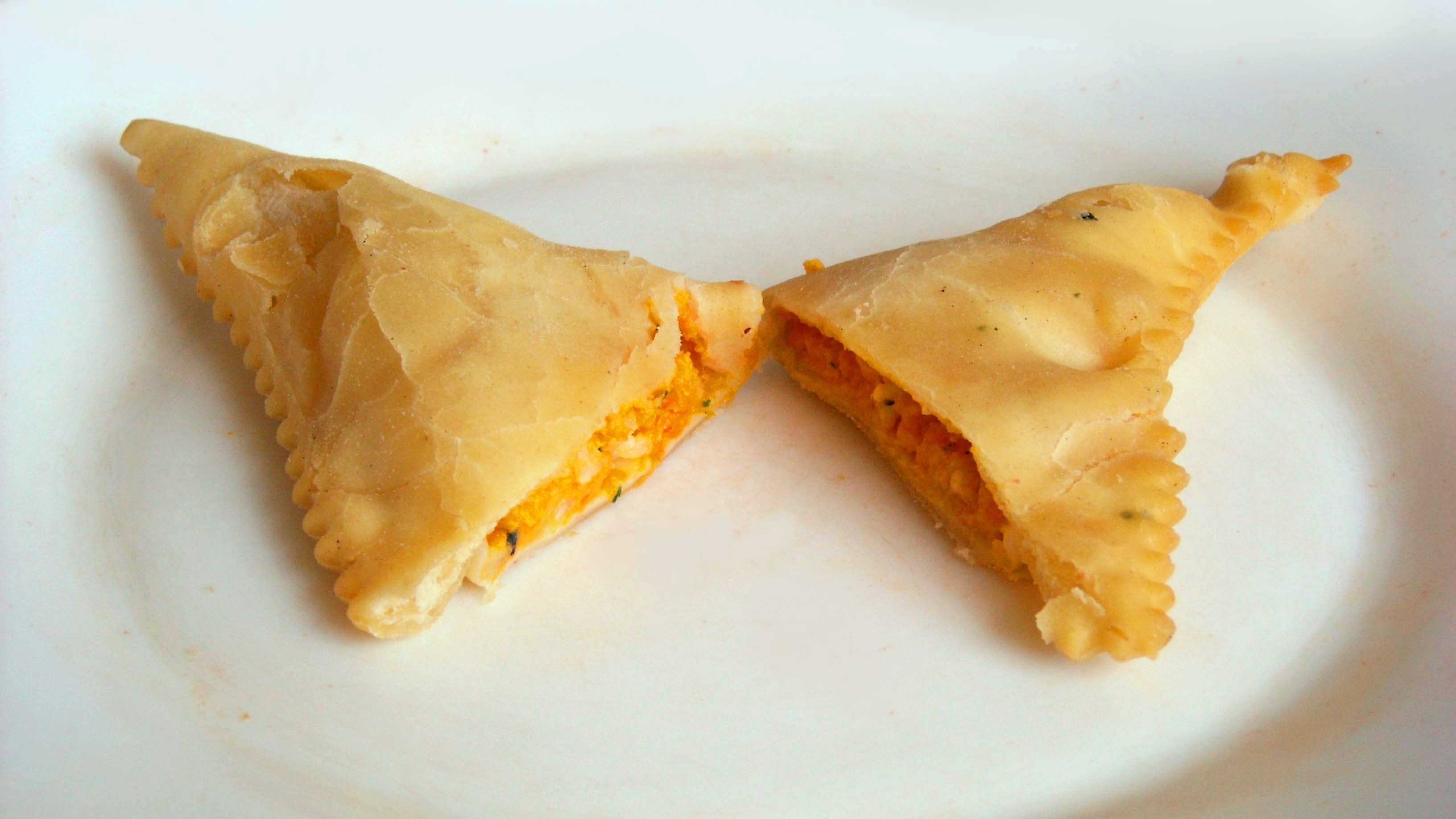
Barbaguiai

Monegaskiska köket är på grund av sitt geografiska läge mycket likt det franska köket, samt med influenser från det provensalska och italienska köket. Exempel på populära rätter är den franska fisksoppan bouillabaisse, den typiska monegaskiska raviolin barbaguiai (ordagrant "farbror John"), socca (crêpes på kikärtor), stokafi (torkad torsk kokt i tomatsås) och fougasse (en slags bröd). De olika bakelser som äts innehåller ofta nötter och mandlar, samt ofta även apelsinblomvatten. Tapenade är populärt likaså. 
Vin är en populär dryck.